# Yuhupdeh
Yuhupdeh es una etnia indígena originaria de la cuenca del bajo Apaporis. Actualmente habita de forma dispersa entre el bajo Apaporis y el río Tiquié, afluente del Vaupés, en la región fronteriza entre en Colombia y Brasil. 

## Territorialidad
Inmemorialmente desarrollaron una forma de vida nómada basada en la caza y recolección, la pesca y la horticultura itinerante en el interior del bosque. Se mantenían relativamente distantes e independientes de los Tucano y Desano, siendo menos influenciados por ellos que los Jupda. Vivían en pequeños grupos, transitando por el interior de la selva, acampando transitoriamente, sin asentamientos permanentes. A partir de 1940, el segundo ciclo de explotación de caucho y posteriormente, la presencia de comerciantes de pieles de jaguar causaron sucesivas epidemias que diezmaron a la población y provocaron migraciones y reagrupamientos de los sobrevivientes, quienes empezaron a construir poblados.
Durante las últimas décadas las presiones territoriales de la colonización, las bases militares, las misiones religiosas, la minería del oro y los conflictos entre empresas mineras, garimpeiros e indígenas han hecho que cada vez más los Yuhupdeh tiendan a cambiar su patrón de vida nómada y autónomo por el establecimiento de comunidades en poblados (yãm), el incremento de las actividades agrícolas y un proceso de sedentarización, a la vez que mantienen las actividades tradicionales de subsistencia.
Los Yuhupdeh habitan en forma dispersa y seminómada entre el Apaporis (Paja’) y el Tiquié (Dëh-Poh). Em Brasil, siete de sus comunidades están entre los igarapés de la margen derecha del Tiquié, Tierra Indígena Alto Río Negro y, además otra comunidad en San José del Apaporis, Tierra Indígena del Río Apaporis, cerca de la desembocadura de éste en el río Caquetá. En Colombia, en el Resguardo Yaigojé-Apaporis hay una comunidad en el río Traira (Bööy-Mi) y otras en el Jotabeya y el Ugá, afluentes del Apaporis.
los topónimos que marcan cada territorio comunican la disponibilidad de recursos y además sirven para poder recorrerlo con el pensamiento y la palabra. El conocimiento y la enunciación de la toponimia por parte del chamán garantizan el éxito de los rituales preventivos o curativos. De la misma manera, el conocimiento de los topónimos es un medio mnemotécnico de perpetuación de conocimientos mitológicos, rituales e históricos.

## Organización social
Los clanes yuhup son patrilinajes que observan una exogamia efectiva. Tienen como modelo ideal el matrimonio entre clanes diferentes, dando preferencia a las uniones de primos cruzados bilaterales. La exogamia clánica tiene como contrapartida una endogamia funcional de las comunidades y grupos locales. Los Yuhupdeh son muy celosos de su identidad e insisten en sus diferencias con los Jupda, con quienes sólo en las comunidades de Samaúma e Canuri del Río Tiquié existe una alianza matrimonial. Los Tukano, Desano, Tuyuca y Macuna, con los que algunas comunidades se interrelacionan regionalmente, son designados como Wóh, un término peyorativo que tiene significado de nativos opresores, debido a las relaciones asimétricas que trataron de imponer. Los no indígenas son Kariwa, palabra regional tomada del nheengatu, sinónimo de "patrón", con significado de explotación de mano de obra y esquemas de "endeude".

## Cosmología
El cosmos Yuhupdeh wag tiene tres planos: la tierra ((yuhup-bö-saah) donde vive la gente atualmente; el territorio subterráneo del río Umarí (péj-dëh-saah), un paraíso donde la comida abunda; y la casa del trueno (pẽy mõy) en el mundo de arriba y además, el camino del sol (weró-tíw), de oriente a occidente. Dääwä-wág es la vida del universo, la fuerza vital que permite existir a la selva, a los ríos y a cada ser vivo. Los humanos la captamos con el corazón, que mientras mantenga el hãg-wägö mantiene viva a la persona.

## Lengua
Los Yuhupdeh hablan una lengua makú, diferente, pero estrechamente relacionada con el idioma judpa, perteneciente al grupo de lenguas Nadahup, del cual también hacen parte el dâw y el nadëb.